# Робертс, Монти
Монти Робертс (англ. Monty Roberts, Marvin Earl "Monty" Roberts) (род. 14 мая 1935, Салинас, США) — всемирно признанный американский всадник, конный тренер, автор многочисленных книг о методах воспитания, заездки, тренировки и коррекции нежелательного поведения лошадей, автор инновационной методики присоединения Join~Up , основанной на отношениях и взаимном доверии человека и лошади. Ипполог, основатель Конной академии и Конного онлайн-университета в Калифорнии.
Родился в 1935 году в семье объездчика лошадей Марвина Робертса. Свои первые соревнования он выиграл в 4 года.
С 13 лет начал наблюдать за поведением мустангов в природе, в результате чего пришел к выводу, что лошади используют для коммуникации эффективный и предсказуемый язык тела. Он изучил этот невербальный язык, который впоследствии назвал эквус («Equus»). С тех пор Монти Робертс демонстрирует, как использование языка эквус и методики присоединения Join~Up помогает воспитывать и решать проблемы нежелательного поведения лошадей в любом виде спорта и досуга без боли и насилия.
Робертс — обладатель многочисленных наград, почетных званий и титулов, автор 3 бестселлеров Нью-Йорк Таймс, тренер конной команды Королевы Великобритании Елизаветы II , почетный доктор Университета Цюриха, консультант компаний из списка Fortune 500. 
С 1966 года Монти Робертс проводит большое количество тренингов и демонстраций своего метода по всему миру, успев за это время продемонстрировать эффективность своего подхода на более чем 15 000 лошадей. 
Постоянно работает со спортсменами и лошадьми в таких дисциплинах, как вестерн, скачки, конкур, троеборье, выездка.
Основывал Конную академию в Солванге и Конный онлайн-университет для обучения своим техникам и методике присоединения Join~Up. 
Монти Робертс также стал основателем международной неприбыльной организации Join-Up International, главная цель которой популяризировать эффективные методы взаимодействия человека и лошади без насилия и жестокости. В 2012 году Ее Величество Елизавета II стала патроном этой организации .
Он написал серию книг, включая бестселлер «Человек, который слушает лошадей», и постоянно демонстрирует свою методику в разных странах мира.
Автобиография Монти Робертса легла в основу фильма «Заклинатель Лошадей».

## Карьера и достижения
- 1966 Учредил ферму Flag Is Up
- 1966 2004 Начал тренировать чистокровных скаковых лошадей
- 1984 1998 Директор Калифорнийской Ассоциации Коннозаводчиков чистокровных лошадей (CTBA).
- 1985 Золотая карта пожизненного членства в Профессиональной ковбойской ассоциации (PRCA).
- 1989 Королева Елизавета II приглашает Монти в Виндзорский дворец продемонстрировать Join-Up® и обучить ее персонал
- 1996 Опубликована книга «Человек, который слушает лошадей»
- 1997 58 недель книга держится в списке бестселлеров New York Times
- 1997 Монти Робертс стал человеком года Американское общество по предотвращению жестокого обращения с животными (ASPCA)
- 1997 Международная Конная Федерация (FEI) награждает Монти Робертса на Международном Конном Шоу в Вашингтоне.
- 1998 Премия Британского конного общества в знак признания заслуг
- 1998 BBC/PBS выпускает документальный фильм «Монти Робертс: настоящий заклинатель лошадей» .
- 1998 Первый демонстрационный тур Join-Up®, который был проведен в более чем 40 штатах
- 1998 Робертс основал Награду для всадников стиля Вестерн (Western Equitarian Awards) на банкете, который он ежегодно проводит на своей ферме Flag Is Up Farms для тренеров стиля вестерн, которые используют методы работы без насилия и боли.
- 1999 Вторая книга Монти — «Шай бой, моя история» стала бестселлером .
- 1999 Документальный фильм «Шай Бой: лошадь, которая пришла из дикой природы»
- 1999 Вышло первое издание Монти Робертса Join-Up Journal. Это ежеквартальный полноцветный журнал, распространяющийся по подписке.
- 2000 MSPCA пожаловала Монти Робертсу гуманитарную награду имени Джрджа Т. Энджела (George T. Angell)
- 2001 Третья книга, «Лошадь и ее чувство человека», опубликована
- 2002 Университет Цюриха наградил Монти Роберста званием почетного доктора за его достижения
- 2002 Опубликована четвертая книга Монти Робертса - «Из рук в руки».
- 2002 Монти демонстрирует Join-Up® в качестве части представления в честь Золотого юбилея королевы Елизаветы II в Виндзорском замке
- 2004 Немецкий чистокровный Sabiango выигрывает первый приз $350,000 на Кубке памяти Чарлза Витингема en:Charles Whittingham Memorial Handicap, сразу после трофея в $200 000 на Кубке Кенукки на Hollywood Park Racetrack в Калифорнии, который следует сразу за призом в $200,000 (Kentucky Cup Turf).
- 2004 5 книга Монти «Лошади в моей жизни» выходит в Великобритании, Германии и Австралии.
- 2005 Почетное Ph.D. Университета Пармы, Италии, за работы в поведенческих науках.
- 2005 Награда Silbernes Pferd (Серебряная Лошадь) (), Германия, за достижения в жизни. Первый американец, получивший эту награду.
- 2005 Почетная степень доктора Пармского университета (Италия)
- 2009 Скаковая кобыла Монти Меррил заняла второе место на соревнованиях Кубка конезаводчиков (Breeder’s Cup) в Санта-Аните.
- 2011 Специальная награда от Ассоциации военно-воздушных сил Калифорнии[2] (California Air Force Association) за работу с ветеранами, страдающими от посттравматического синдрома.
- 2011 Королева Елизавета Вторая лично награждает Монти — члена Королевского Викторианского ордена[3] — м едалью за услуги[4], оказанные королевской семье.
- 2011 Монти и Пэт Робертс получают награду «Круг служения» (Circle of Serving) компании Family Care Network за службу обществу.
- 2012 Монти едет в Англию в Guards Polo Club, чтобы выполнить желание Королевы Елизаветы Второй и наградить девятерых представителей клуба[5] за их вклад в неприятие насилия в обучении и влияния данной позиции на других членов сообщества.
- 2013 Австралийская выдающаяся тренер Гай Вотерхаус обращается к Монти с предложением поработать с высококлассными лошадьми в ее конюшнях, в результате чего одна из ее лошадей побеждает в Кубке Мельбурна[6] (Melbourne Cup).
- 2017 Монти Робертс признан одним из 50 величайших конников всех времен по версии журнала Horse & Hound magazine.